# Az Ikszek
Az Ikszek Spiró György első nagyregénye, mely 1981-ben jelent meg. 
A regényből két színpadi változat is készült, az első drámát Márton László írta A kínkastély címmel, melyet a szolnoki Szigligeti Színházban mutattak be 1987. március 7-én, Csizmadia Tibor rendezésében, Vallai Péter (Boguslawski) főszereplésével. A másik pedig Az imposztor címmel került bemutatásra, a Katona József Színházban, 1983. október 28-án, Zsámbéki Gábor rendezésében, Major Tamás főszereplésével.

## Cselekmény
|  | Alább a cselekmény részletei következnek! |

A regény 1815-ben, az Oroszország és Habsburg Birodalom által feldarabolt Lengyelországban játszódik. Az orosz kézen lévő Varsóba hazatér Lembergből Wojciech Bogusławski, a kiöregedett színész- és rendezőzseni. Úgy gondolja, hogy hírnevének köszönhetően ugyanonnan folytathat mindent, ahol abbahagyta, de csalódnia kell.
A színházban a cenzúra szinte már az elviselhetetlenségig megerősödött, a legkisebb zugban is spiclik rejtőzködnek, akiknek jelentéseit az összes fontos pozícióban lévő személy elolvassa.
Bogusławskinak ezek a dolgok nem újak. Ismeri őket, mint a tenyerét. Az egész nem változott semmit mióta elment, csak intenzívebbé vált. Viszont bizonyos X úr kritikáit, melyek róla szólnak, már nem tudja csak úgy a sarokba dobni, és egy kézlegyintéssel elintézni, mert az írásokat olvasva egyre világosabbá válik, hogy valaki (vagy valakik?) „ki akarják csinálni”. Nyomozni kezd ádáz kritikusa után, és végül megdöbbentő felfedezést tesz: X úr nem más, mint a Varsóban ülésező, oroszbarát, lengyel bábkormány.
Ezek után az olvasó egyre mélyebben merül el az intrikákban, követve az egykori géniuszt, aki egyre magányosabbá válik, akinek már minden mindegy, aki már a halált is csak egy jó szerepnek látja. Talán a legjobbnak.
|  | Itt a vége a cselekmény részletezésének! |

## Története

### Keletkezése
A mű főszereplője Wojciech Bogusławski, a „lengyel Molière”, aki a lengyelországi színház egyik kultikus, és sokáig el nem ismert alakja volt. Spiró, egy lengyel színházigazgatótól kapott könyvekben, több mint százéves iratok közt akadt hősére, amit ő a mai napig hatalmas szerencsének tart, mert a ritka „alapanyaghoz” egy véletlen félmondata segítette hozzá.
Az író művével a cenzúra hatalmát, és az elnyomás ellen küzdő művész (reménytelen) harcát kívánta bemutatni. Pontosan emiatt a regény nyelvezete abszolút 20. századi, mert az író úgy érezte, hogy az a kor, amelyben regénye játszódik, teljesen megfeleltethető az akkori magyarországi aktuálpolitikai helyzetnek.
A regény megjelenésekor hatalmas sikert aratott.

### Az Ikszek-botrány
1986-ban az író tárgyalni kezdett egy lengyel könyvkiadóval Az Ikszek lengyelországi megjelentetéséről. A Lengyel Egyesült  Munkáspárt (PZPR) egyik tagja ekkoriban (egyesek szerint a párt felkérésére) cikket írt a regényről, melynek tartalma a következő: Az Ikszek egy lengyelellenes mű, és írója a lengyel nép ellensége. A regény fordítását leállították, kiadásától elzárkóztak, lengyel témájú következő regényéhez nem kapott kutatási engedélyt lengyel könyvtárakba, magyarul nem tudó lengyel barátai elfordultak tőle, az írót pedig különböző atrocitások érték emiatt a Magyar Írószövetségben.
A regény 2013. március 20-án jelent meg először lengyel nyelven a WAB kiadónál (Iksowie). 

## Kiadások
A regény Magyarországon eddig négyszer jelent meg.
- Szépirodalmi Könyvkiadó (1981; 1984) (Az 1981-es kiadás: ISBN 963-15-2463-9)
- Európa Kiadó  (1994; Ugyanebben az évben megjelent franciául is, Les Anonymes címmel)
- Magvető Kiadó (2005)